# Hugues Bouffé

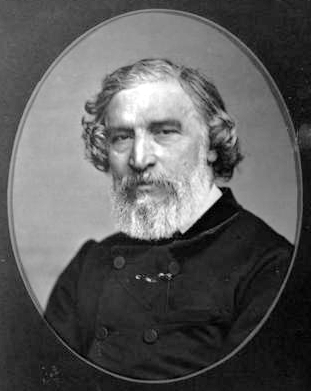
Hugues Bouffé

Hugues-Désiré-Marie Bouffé (* 4. September 1800 in Paris; † 27. Oktober 1888 ebenda) war ein  französischer Schauspieler, der vor allem in Komödien und dramatischen Vaudevilles auftrat.

## Leben
Hugues Bouffé arbeitete zuerst als Graveur und Juwelier. Dann widmete er sich der Karriere auf der Bühne, die er, von Gesellschaftstheatern abgesehen, zunächst im Panorame dramatique betrat. Er ging dann zum Théâtre de la Gaîté, von da 1827 an das Théâtre des Nouveautés, 1831 zum Gymnase, wo er sich in seiner ganzen Eigentümlichkeit entwickeln konnte, und 1844 zum Théâtre des Variétés über. Nach längerer Pause trat er 1854 im Théâtre de la Porte Saint-Martin, 1855 und 1857 in verschiedenen Varietés in wenigen Rollen noch einmal mit dem gewohnten Erfolg auf. 1864 zog er sich endgültig von der Bühne zurück.
Bouffé war ein echt humoristischer Charakterdarsteller, der wahrhafte Porträtzeichnungen aus allen Ständen und Altersklassen schuf und die Vermischung des Komischen mit dem Gefühlvollen, Ernsten, ja Erschütternden mit feinem Takt beherrschte. Wie er in vorgerückten Lebensjahren noch durch seine Darstellung des Straßenjungen von Paris glänzte, so hatte er bereits in seiner Jugend humoristische Alte mit Meisterschaft dargestellt. Von Wuchs und Gestalt unbedeutend, mit einer wenig kraftvollen Stimme, unruhig und trippelnd in der Bewegung, in der Mimik durch nervöses Augenblinzeln beeinträchtigt, wusste er doch so große Wirkungen auf der Bühne zu erzielen, dass er eine Zeitlang als einer der bedeutendsten Schauspieler Frankreichs galt. Zuletzt an einer Luftröhrenkrankheit leidend, entzückte er Paris durch eine stumme Rolle, die er sich selbst geschaffen hatte. Zu seinen Hauptrollen werden besonders Oncle Baptiste und der Gamin von Paris gezählt. Er verfasste Mes souvenirs 1800–1880 (Paris 1880).